# 红樱桃
《红樱桃》是一部叶大鹰执导的中国电影，1995年公映。该影片根据二战时期史实改编而成，女主角原型为朱德之女朱敏。该片是比较少见的关系二战欧洲战场的中国国产影视作品，内容主要讲述了在1940年，13岁的女孩楚楚（郭柯宇饰）和12岁的男孩罗小蛮被送入莫斯科近郊的伊万诺夫国际儿童院学习，及其后二人在二战中艰苦而悲惨的经历。 此片是1995年中國本土電影票房冠軍，后获得1996年百花奖最佳故事片奖和最佳女主角奖，更入圍了德國柏林影展的官方項目。

## 情节介绍
1940年冬，中国孤儿楚楚和罗小蛮被送入莫斯科近郊的伊万诺夫国际儿童院学习。不久之后，苏德战争爆发，儿童院被德军占领。罗小蛮和楚楚在战乱中分开。参加白俄罗斯夏令营的楚楚被德军俘获，亲眼目睹老师和同学死于德军枪下。正值一名德国士兵大肆残杀学生俘虏时，一位酷爱文身艺术的德国将军制止了他，并将楚楚等人带至一家修道院。他在楚楚昏迷时在她身上纹下法西斯像徽－鹰蛇纳粹标志。
与此同时，在后方的罗小蛮参军未遂后成为了递送阵亡通知的“黑色信使”，并收养了俄国孤儿Nadia。对于法西斯主义强烈的仇恨驱使他每天用弹弓射击战俘。在一次与战俘的冲突中，罗小蛮将战俘引进一幢废弃的楼房内，然后点燃汽油桶与战俘同归于尽。
苏军开始反攻，德国难逃战败的命运，有文身癖的德国将军命人将楚楚弃置野外后开枪自杀。之后楚楚被红十字会收容，因背上带有纳粹标志的文身而倍受歧视。羞愤之下楚楚用从篝火中抽出木棒希望能烙去文身，造成烫伤。
影片最后，苏军查清了楚楚的身份，并请专家会诊对她进行植皮手术，但未能成功。楚楚后来回到北京，一直生活在那里直至去世，终生未婚。

## 演员
- 郭柯宇 飾 楚楚
- 徐嘯力 飾 羅小蛮
- 伊格爾·列達戈洛夫（俄语：Ледогоров, Игорь Вадимович） 飾 瓦特金院長
- 維切斯拉夫·布坦柯（俄语：Бутенко, Вячеслав Михайлович） 飾 馮·迪特里希將軍
- 丹尼爾·別雷郝（俄语：Белых, Даниил Георгиевич） 飾 卡爾·張
- 莉昂娜·依莉尼兹卡婭（俄语：Грыу, Лянка Георгиевна） 飾 小娜佳
- 尤麗婭·塔爾赫娃 飾 維拉老師
- 瑪爾法·納托洛娃 飾 看画像小女孩
- 月兒 飾 翻譯女孩
- 葉蓮娜·庫里欽娜 飾 紋身女孩
- 葉爾萬特·阿爾祖瑪年（俄语：Арзуманян, Ерванд Ашотович） 飾 老區長
- 維克多·布托夫 飾 布勞恩上校
- 娜塔麗亞·克拉契可夫斯尼婭（俄语：Крачковская, Наталья Леонидовна） 飾 托尼亞大嬸
- 亞歷山大·薩金 飾 廖尼亞大叔
- 瓦蓮京娜·別列祖茨卡婭（俄语：Березуцкая, Валентина Фёдоровна） 飾 瞎老太太
- 瓦吉姆·維利斯基 飾 刑場老者
- 費拉基米爾·瓦洛夫 飾 兒童院行政人員
- 弗拉基米爾·涅兹南諾夫 飾 蘇軍上校
- 斯維特娜·阿列辛科 飾 蘇軍女軍官
- 葉蓮娜·納斯科娃 飾 獻血站小護士
- 米哈伊爾·涅金 飾 瓦西里大尉
- 亞歷山大·巴蘭諾夫 飾 垃圾場軍車司機
- 瓦列里·剛恰爾 飾 垃圾場軍車護衛
- 格列高·都乃耶夫 飾 火車車廂中蘇軍官
- 莉麗亞·德米特里柯 飾 歌女
- 巴利斯·達布拉沃勒斯基 飾 湖畔德國小兵
- 吉尼斯·耶列昂斯基 飾 將軍副官
- 亞歷山大·卡拉喬夫 飾 打籃球的德軍官
- 弗拉基米爾·潘舍夫 飾 德軍官
- 尤里·卡山斯基 飾 德軍官

## 奖项
- 1995年华表奖优秀故事片
- 1996年金鸡奖最佳故事片、最佳录音
- 1996年百花奖最佳故事片、最佳女演员

## 資料來源
1. ↑  Stack, Peter. . SFGate. 1997-06-06  [2020-04-15]. （原始内容存档于2019-07-26）.
2. ↑  . Berlinale.   [2020-04-15]. （原始内容存档于2021-04-21）.

## 外部連結
- 互联网电影数据库（IMDb）上《红樱桃》的资料（英文）